# Jeanne-Claude
Jeanne-Claude (właśc. Jeanne-Claude Denat de Guillebon, ur. 13 czerwca 1935 w Casablance, zm. 18 listopada 2009 w Nowym Jorku) – francusko-amerykańska artystka, rzeźbiarka i fotografka.

## Życiorys
Jeanne-Claude urodziła się tego samego dnia co jej mąż Christo, którego poznała w październiku 1958 roku, kiedy został zaangażowany do malowania portretu jej matki, Précildy de Guillebon.
Potem wraz z mężem tworzyli projekty takie jak: Running Fence, zapakowanie w 1995 berlińskiego Reichstagu, czy Surrounded Islands, gdy 11 wysp w zatoce Biscayne niedaleko Miami zostało otoczonych różowym materiałem.
Zmarła 18 listopada 2009 roku w Nowym Jorku.